# Station Lostock Gralam
Lostock Gralam is een spoorwegstation van National Rail in Lostock Gralam, Cheshire West and Chester in Engeland. Het station is eigendom van Network Rail en wordt beheerd door Northern Rail. 